# أفلام غراسي
أفلام غراسي (بالإنجليزية: Gracie Films)‏ هي شركة إنتاج أفلام أمريكية، تأسست في 1986، و1987، يقع مقرها في كولفر سيتي، تم تأسيسها بواسطة جيمس بروكس.

## روابط خارجية
- أفلام غراسي على موقع IMDb (الإنجليزية)